# 鎌倉健
鎌倉 健（かまくら けん、1984年11月25日 - ）は、愛媛県川之江市（現：四国中央市）出身の元プロ野球選手（投手）。右投右打。

## 来歴

### プロ入り前
2002年の第84回全国高等学校野球選手権大会で、浦和学院高校の須永英輝と投げ合った。終盤で浦和学院に逆転されたがその後再逆転し、サヨナラ勝ちを収めている。また、この試合で鎌倉は左翼へ本塁打を放っている。
この大会では鎌倉を擁した川之江高校は、仙台西、浦和学院、桐光学園、遊学館を破って同校初の4強進出を果たすが、優勝した同じ四国勢の明徳義塾高校に準決勝で敗れた。（同大会では8強に四国4県が全て残り、四国勢の強さを印象付けた。）
また、同年の国体では、川之江高校は初優勝を果たした。
高校卒業後は亜細亜大学入りが内定していたがプロ入りへ方針を切り替え、2002年のプロ野球ドラフト会議で、日本ハムファイターズからドラフト3巡目で指名を受け入団した。

### 日本ハム時代
プロ1年目となる2003年9月30日の大阪近鉄バファローズ戦でプロ初登板。
3年目の2005年には先発で7勝を挙げたが、右肘の関節を包む滑膜に炎症が起きており、シーズンオフにクリーニング手術を受けた。
2006年に復帰し、主に中継ぎで7試合に登板。2007年には、一軍・二軍を通じて登板試合がなかった。同年閉幕後に戦力外通告を受け、12球団合同トライアウトに参加したが、獲得する球団はなく現役引退した。

### 現役引退後
引退後は、兵庫県加古川市でヤングリーグの東加古川レッドアローズ小学部の監督を務めるほか、元オリックス・ブルーウェーブの高橋功一と野球塾を運営している。

## 選手としての特徴
サイドスローながら、トルネード投法に似た身体のねじりから球を繰り出す特徴のある投球フォームで、通称トルネードサイドと呼ばれていた。
肘を手術する以前は、最速140km/h台後半のストレートとスライダーを武器にしていた。

## 詳細情報

### 年度別投手成績
| 年 度     | 球 団     | 登 板 | 先 発 | 完 投 | 完 封 | 無 四 球 | 勝 利 | 敗 戦 | セ 丨 ブ | ホ 丨 ル ド | 勝 率 | 打 者 | 投 球 回 | 被 安 打 | 被 本 塁 打 | 与 四 球 | 敬 遠 | 与 死 球 | 奪 三 振 | 暴 投 | ボ 丨 ク | 失 点 | 自 責 点 | 防 御 率 | W H I P |
| --------- | --------- | ----- | ----- | ----- | ----- | -------- | ----- | ----- | -------- | ----------- | ----- | ----- | -------- | -------- | ----------- | -------- | ----- | -------- | -------- | ----- | -------- | ----- | -------- | -------- | ------- |
| 2003      | 日本ハム  | 2     | 0     | 0     | 0     | 0        | 0     | 0     | 0        | --          | ----  | 19    | 3.0      | 7        | 0           | 1        | 0     | 2        | 3        | 0     | 0        | 3     | 3        | 9.00     | 2.67    |
| 2005      | 日本ハム  | 19    | 16    | 0     | 0     | 0        | 7     | 5     | 0        | 0           | .583  | 398   | 92.0     | 107      | 15          | 22       | 1     | 2        | 40       | 1     | 0        | 45    | 38       | 3.72     | 1.40    |
| 2006      | 日本ハム  | 7     | 1     | 0     | 0     | 0        | 0     | 2     | 0        | 1           | .000  | 43    | 10.2     | 7        | 2           | 4        | 0     | 1        | 4        | 2     | 0        | 6     | 5        | 4.22     | 1.03    |
| 通算：3年 | 通算：3年 | 28    | 17    | 0     | 0     | 0        | 7     | 7     | 0        | 1           | .500  | 460   | 105.2    | 121      | 17          | 27       | 1     | 5        | 47       | 3     | 0        | 54    | 46       | 3.92     | 1.40    |

### 記録
- 初登板：2003年9月30日、対大阪近鉄バファローズ28回戦（大阪ドーム）、4回裏2死から2番手として救援登板、1回1/3を無失点
- 初奪三振：2003年10月10日、対千葉ロッテマリーンズ27回戦（千葉マリンスタジアム）、4回裏に里崎智也から
- 初先発：2005年4月13日、対西武ライオンズ6回戦（インボイスSEIBUドーム）、4回1/3を4失点
- 初勝利・初先発勝利：2005年4月26日、対福岡ソフトバンクホークス4回戦（札幌ドーム）、5回4失点
- 初ホールド：2006年6月9日、対中日ドラゴンズ4回戦（ナゴヤドーム）、6回裏2死に2番手で救援登板、1/3回無失点

### 背番号
- 12 （2003年 - 2007年）